# Hyalesthes veyseli
Hyalesthes veyseli är en insektsart som beskrevs av Hoch 1986. Hyalesthes veyseli ingår i släktet Hyalesthes och familjen kilstritar.
Artens utbredningsområde är Turkiet. Inga underarter finns listade i Catalogue of Life.